# General Dynamics F-111

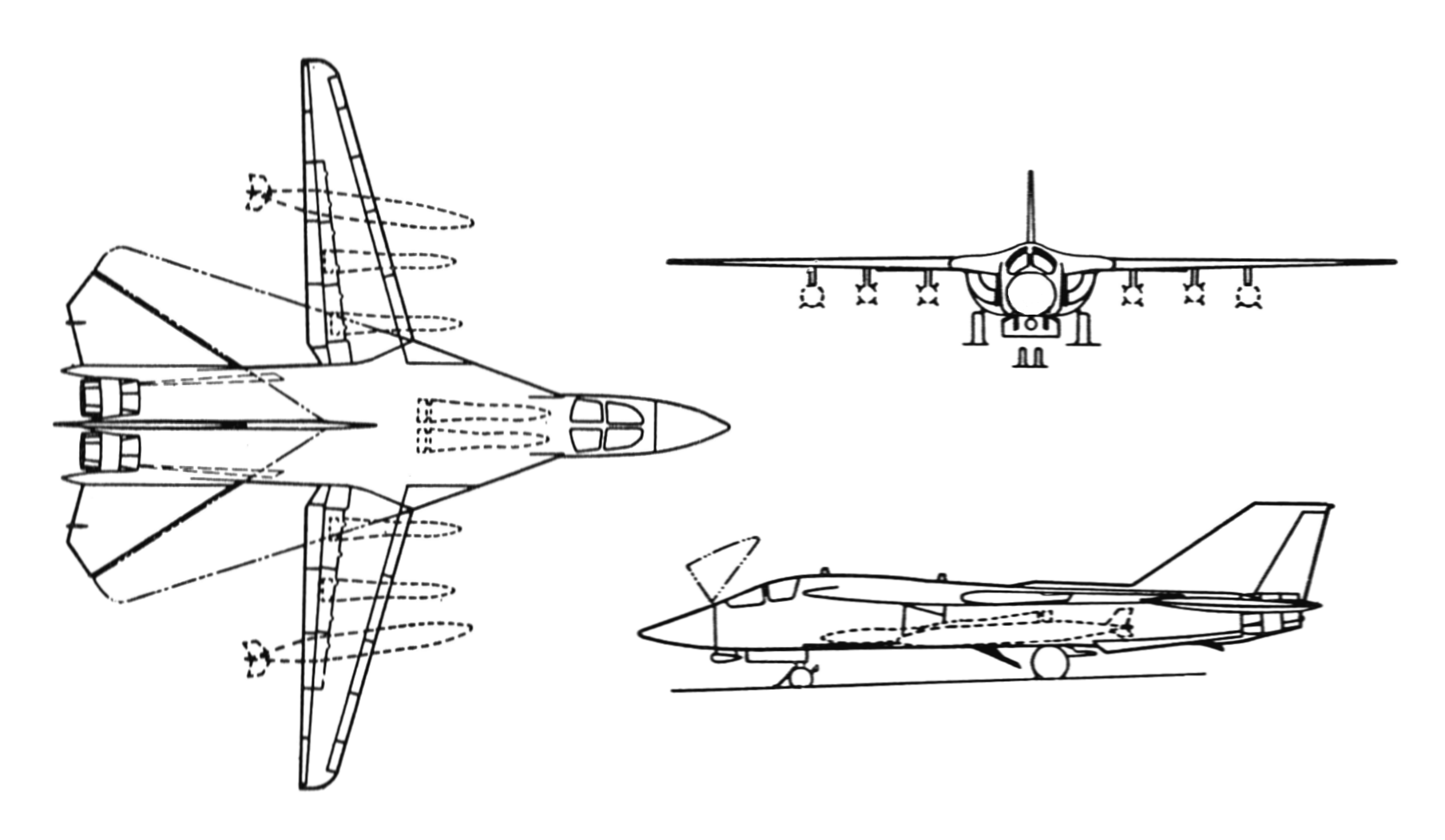
General Dynamics F-111B

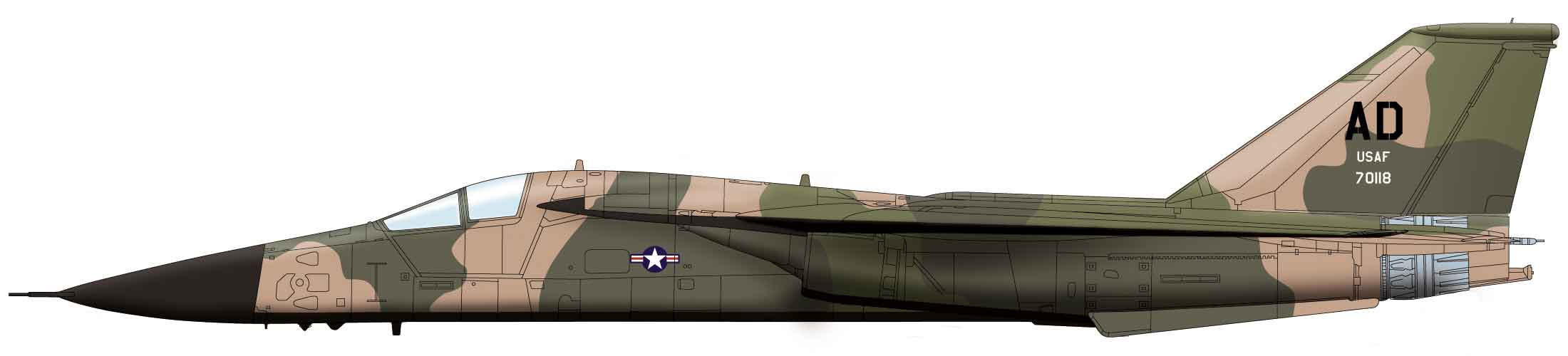
General Dynamics F-111E

Die General Dynamics F-111 Aardvark war ein zweistrahliges Kampfflugzeug in der Zeit des Kalten Krieges aus US-amerikanischer Produktion. Sie war das erste in Serie produzierte Kampfflugzeug mit Schwenkflügeln. Die Bezeichnung Aardvark (englisch für Erdferkel) war während ihrer Dienstzeit der inoffizielle Spitzname, der bei ihrer Außerdienststellungszeremonie als offizieller Name der U.S. Air Force (USAF) übernommen wurde. Einziger Exportkunde war die Royal Australian Air Force (RAAF), dort erhielt sie den Spitznamen Pig.
Die F-111 tat als Jagdbomber von 1967 bis 1997, zuletzt mit der Baureihe F-111F, Dienst in den USA. Die Elektronikaufklärungsvariante EF-111A wurde 1999 ausgemustert. Die RAAF flog das Muster von 1973 bis 2010.

## Entwicklung

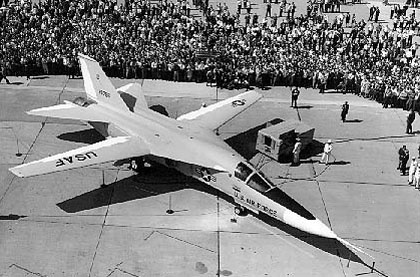
Präsentation der ersten F-111 am 15. Oktober 1964

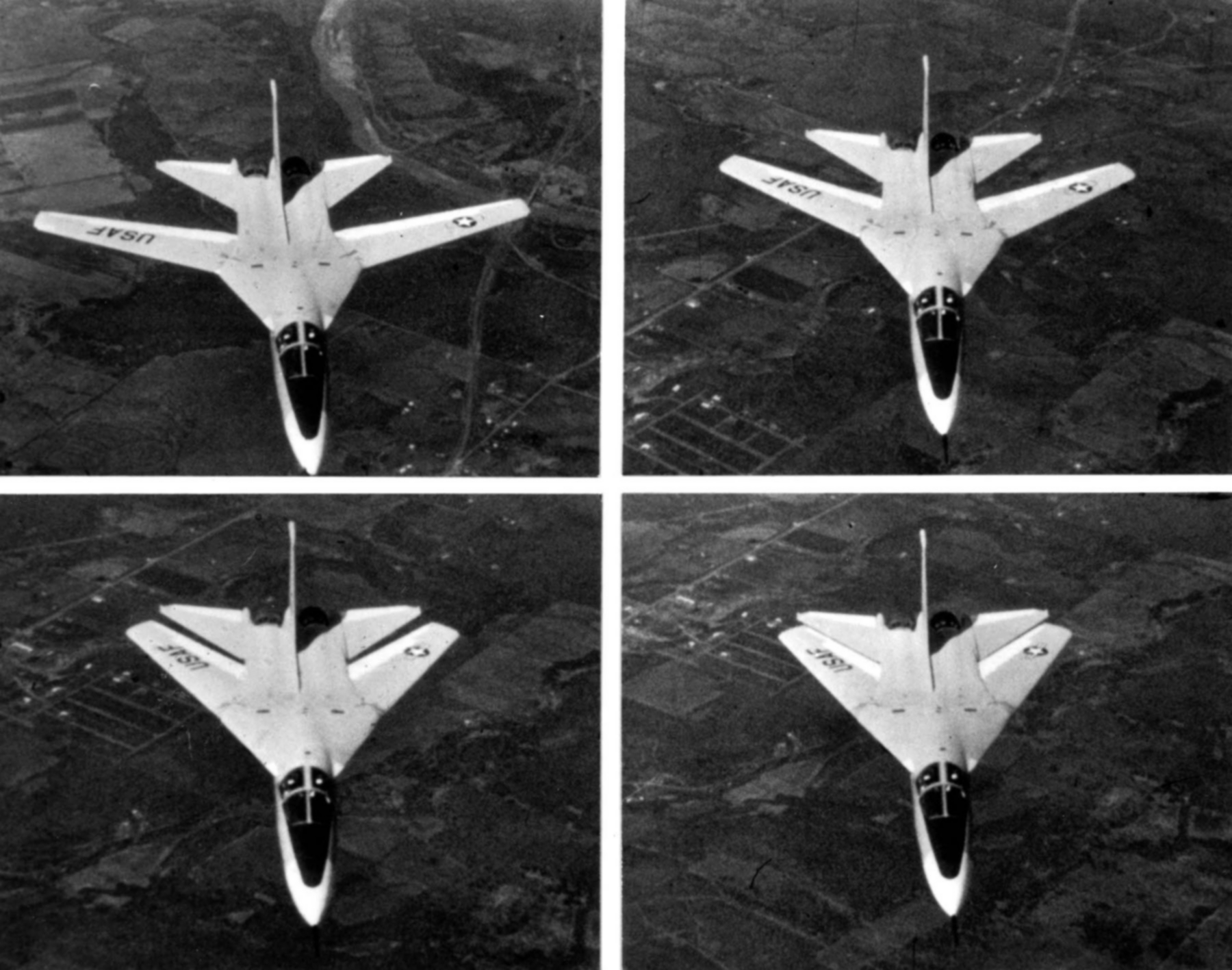
Schwenkflügel-Demonstration der F-111

Am 14. Juni 1960 gab die USAF ein Bedarfspapier (Specific Operational Requirement 183, SOR 183) heraus, das ein taktisches Jagdflugzeug für nukleare Kampfeinsätze forderte. Das Besondere hierbei war die Forderung nach einem Schwenkflügelflugzeug, das auf den Erfahrungen mit den Testflugzeugen Bell X-5 und dem Prototyp Grumman XF10F aufbauen sollte. Verlangt wurde die Einsatzfähigkeit von unbefestigten Flugfeldern aus, eine Reichweite von 6100 km ohne Luftbetankung, und über eine Strecke von 740 km sollte eine Geschwindigkeit von Mach 1,2 erreichbar sein. Zur gleichen Zeit entwickelte Douglas für die US Navy die F6D Missileer als Luftverteidigungsjäger, der aber mit dem Ende der Eisenhower-Regierung im Dezember 1960 aufgegeben wurde. Die F6D wurde eher als Schritt rückwärts gegenüber der F-4 gesehen, die sie eigentlich ersetzen sollte.
Der neue Verteidigungsminister der Kennedy-Regierung Robert McNamara sah eine Gelegenheit, Finanzmittel durch den Einsatz des gleichen Flugzeugmusters bei Navy und Air Force einzusparen. Drei Wochen nach seiner Amtsübernahme am 14. Februar 1961 beauftragte er eine Machbarkeitsstudie für eine auf dem Bedarfspapier SOR 183 basierende Konstruktion, die unterschiedliche Aufgaben wie Luftnahunterstützung (Close Air Support, CAS), Luftüberlegenheit und Langstreckenabfangsmissionen erfüllen sollte.
Im Mai 1961 wurde die CAS-Aufgabe in ein eigenes Programm abgespalten, das schließlich zur LTV Corsair II führte. Die verbleibenden Anforderungen sollten durch einen einzigen Entwurf für beide Teilstreitkräfte (unter Führung der Air Force), als Tactical Fighter Experimental (TFX) bezeichnet, abgedeckt werden. McNamara gab am 7. Juni 1961 den Startschuss für die Entwicklung der TFX, trotz der vorhergehenden Bemühungen von Air Force und Navy, ihn davon abzubringen. Sie konnten sich nicht auf für beide Teilstreitkräfte passende Anforderungen einigen, sodass McNamara selbst im September 1961 die grundlegenden Konstruktionsdaten festlegte und eine entsprechende Entwurfsabfrage im Oktober 1961 startete. Danach sollte im Oktober die grundlegende Einsatzbereitschaft (Initial Operational Capability, IOC) erreicht sein.
Mehrere Hersteller gaben Angebote ab, am Ende blieben General Dynamics und Boeing übrig. Sämtliche vier daraufhin folgenden Konstruktionswettbewerbe gewann Boeing. Unter Missachtung dieser Ergebnisse beauftragte McNamara aus politischen Gründen am 24. November 1962 General Dynamics und Grumman mit dem Bau der TFX, als F-111 bezeichnet. Auch für die United States Army und das United States Marine Corps wurde die TFX als Luftnahunterstützungs-Flugzeug erwogen.
Für die US Navy bedeutete die Tendenz zu immer größeren, stärkeren Jägern ein Problem: Die damalige Generation von Marinejägern war bereits nur noch schwer zur Landung auf dem Deck eines Flugzeugträgers fähig; ein nochmals größeres und schnelleres Flugzeug würde noch schwieriger sein. Eine auf hohe Geschwindigkeiten optimierte Flugzeugzelle (meist mit stark zurückgepfeilten Tragflächen) ist bei Marschgeschwindigkeit weniger effizient, was die Reichweite, Nutzlast und Ausdauer reduziert; ferner ist die Landegeschwindigkeit höher. Andererseits hat ein Flugwerk mit geraden oder mäßig gepfeilten Tragflächen eine geringere Endleistung im Kampf, ist allerdings einfacher zu handhaben und kann schwere Lasten mit geringerem Treibstoffverbrauch über weite Strecken tragen. Diese Überlegungen führten zum Schwenkflügel der F-111. Aus dem Entwurf wurde ein Flugzeug mit 20 Tonnen Leergewicht und einem maximalen Startgewicht von fast 50 Tonnen, angetrieben von zwei Pratt & Whitney TF-30 Turbofans der 80-kN-Klasse, mit einem Cockpit für zwei nebeneinander sitzende Besatzungsmitglieder. Die Schulterdecker-Flügel waren an zwei großen Drehlagern befestigt, die es dem Flugzeug ermöglichten, mit einer mäßigen Pfeilung von 16 Grad maximalen Auftrieb und minimale Start- und Landegeschwindigkeiten zu erzielen, mit 35 Grad Pfeilung eine hohe Unterschall-Marschgeschwindigkeit einzuhalten oder die Flügel bis auf 72,5 Grad zu pfeilen, um ihre hohe Endgeschwindigkeit von Mach 2,4 zu erreichen. Trotz der Bezeichnung F (Fighter-Jagdflugzeug) im Namen war die F-111 tatsächlich ein Bomber.
Der Erstflug fand am 21. Dezember 1964 statt, und die Einführung in den aktiven Dienst bei der USAF begann 1967. Die F-111 war das erste serienmäßig produzierte Flugzeug mit Schwenkflügeln. Es folgten verschiedene andere Typen, darunter die sowjetischen Suchoi Su-17 (1966), Mikojan-Gurewitsch MiG-23 (1967) und der Bomber Tupolew Tu-160 (1981), der amerikanische Marine-Jäger Grumman F‑14 (1970) und der Rockwell-B-1-Bomber (1974) sowie der europäische Panavia Tornado (1974).

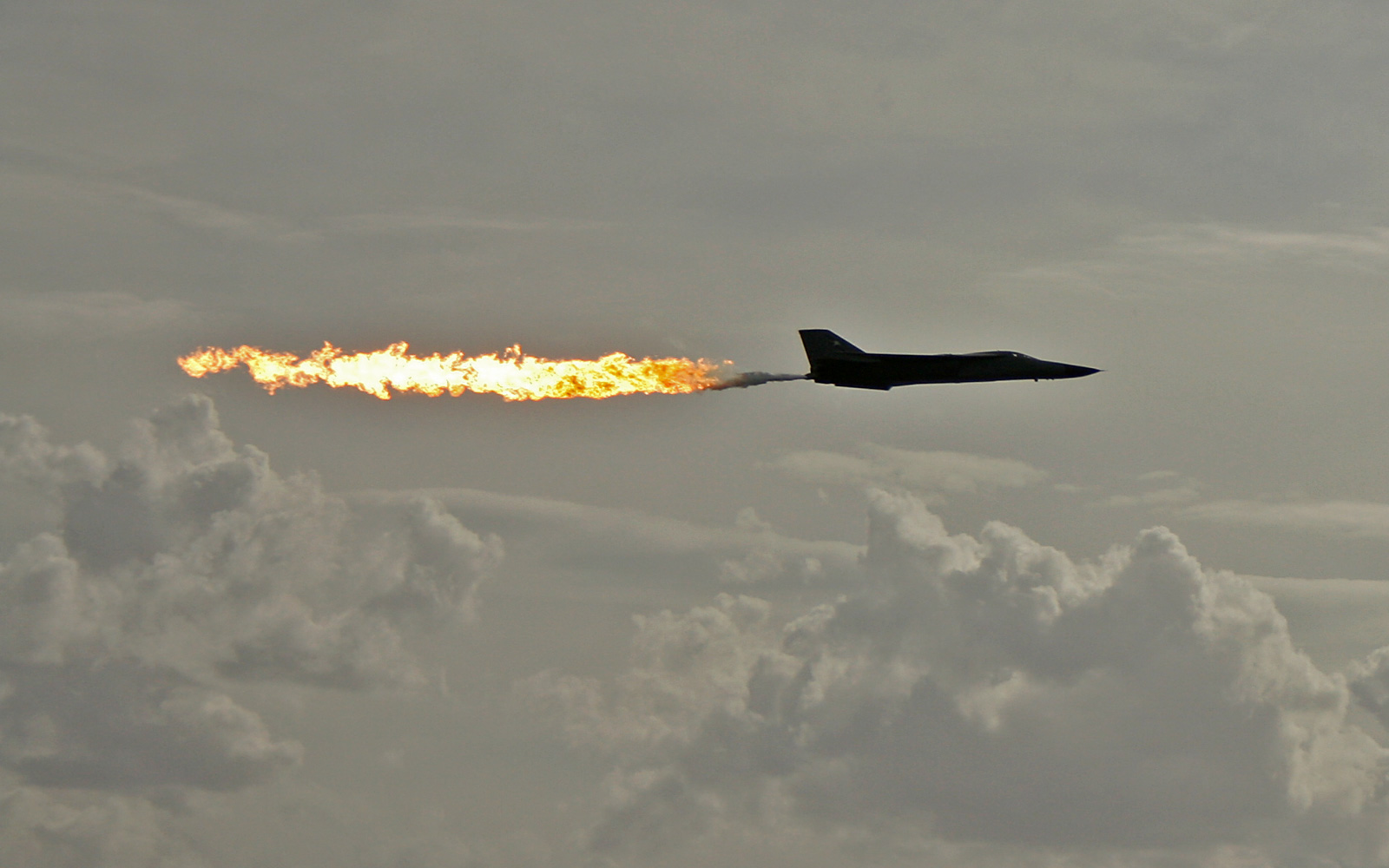
Ein sogenanntes Dump-and-Burn-Manöver bei einer F-111

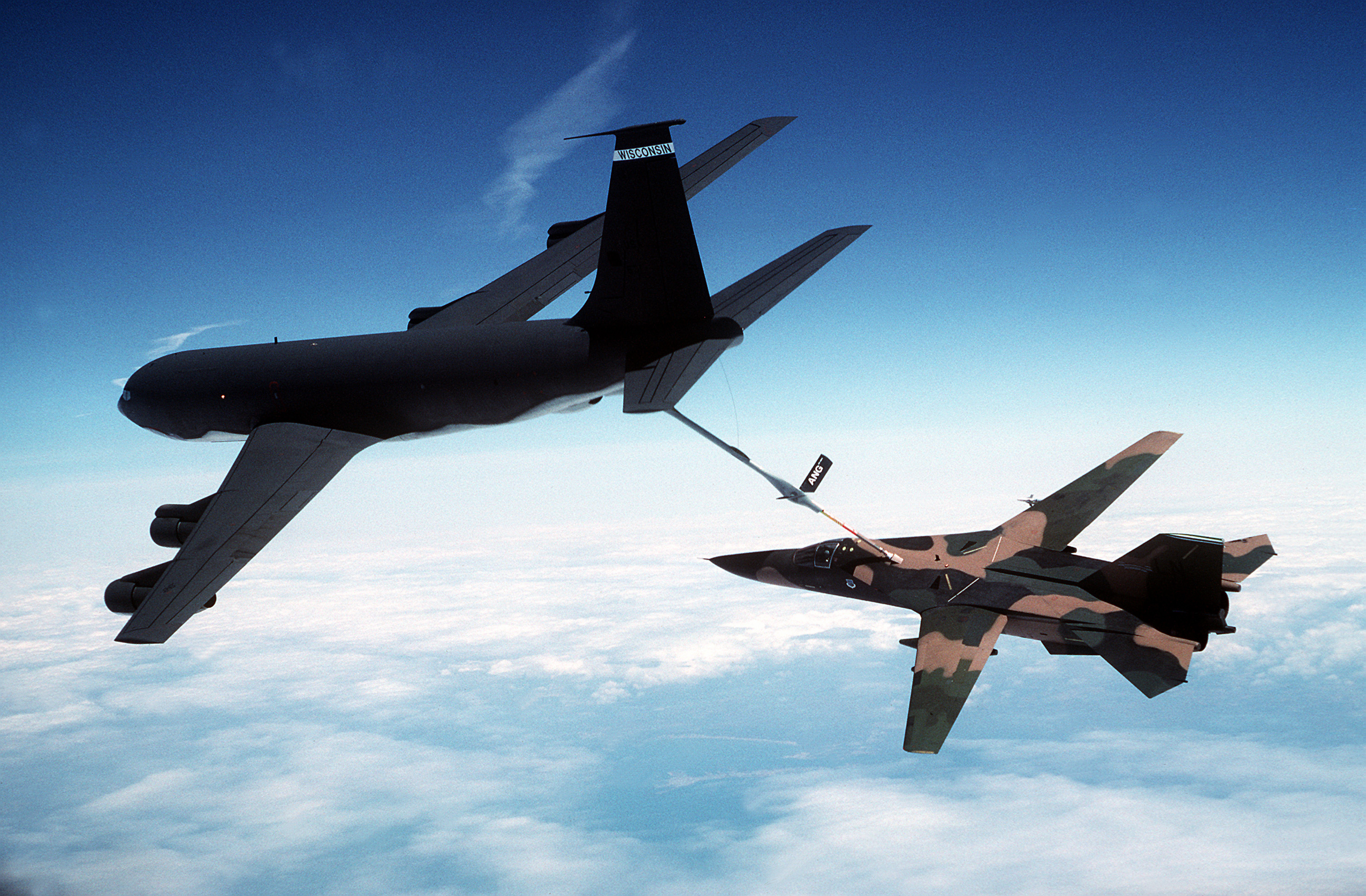
F-111F wird von einer KC-135E luftbetankt

Eine Besonderheit der F-111 war, dass sich der Auslass des Fuel-Dump-Systems zwischen den Triebwerken befand. Wurde hierüber Treibstoff abgelassen und gleichzeitig der Nachbrenner betrieben, so entzündete sich der ausgetretene Treibstoff, und das Flugzeug zog eine mehrere Meter lange Flamme nach sich. Dieser Dump-and-Burn-Effekt wurde insbesondere auf Flugschauen eingesetzt.
Die F-111 diente von 1967 bis 1998 in der US Air Force.

## Technik

### Avionik
Die F-111A verfügte über zwei Radargeräte: Das AN/APQ-110 und das AN/APQ-113. Letzteres war für die Erfassung von Boden- und Luftzielen zuständig. Es war vollständig analog aufgebaut und besaß eine Parabol-Antenne, mit der es Radarsignale im Frequenzbereich zwischen 10 und 20 GHz abstrahlte. Die ECCM-Kapazitäten waren für ein analoges Radar überdurchschnittlich umfangreich und umfassten u. a. Nebenkeulenunterdrückung und Frequency Hopping. Es handelte sich beim APQ-113 um ein reines Impuls-Radar, sodass keine Ziele vor dem Hintergrund von Cluttern erfasst werden konnten. Bei dem AN/APQ-110 handelte es sich um ein spezialisiertes Terrainfolgeradar für die Durchführung von Tiefflügen bei Nacht und schlechter Sicht. Es verwendete zwei kleine Antennen links und rechts vom APQ-113.
Um eine Warnung vor feindlichen Radargeräten sicherzustellen, kam ein Radarwarngerät vom Typ AN/APS-109 zum Einsatz. Um Radarsysteme zu stören, wurde das AN/ALQ-94 eingesetzt, dessen Antennen seitlich an beiden Triebwerksauslässen angebracht waren. Es konnte Störsignale im Frequenzbereich von 2 bis 20 GHz aussenden, wobei das Frequenzspektrum auf drei Subsysteme aufgeteilt war. Es konnte im Impuls-Modus mit bis zu 1 kW, im Continuous-Wave-Modus mit bis zu 100 Watt senden. Neben Noise Jamming konnten auch Techniken des Deception Jamming angewendet werden. Um die Störleistung zu steigern, konnte auch ein zusätzlicher Pod (beispielsweise vom Typ AN/ALQ-131) unter dem Rumpf angebracht werden. Ein Täuschkörper-Werfer vom Typ AN/ALE-28 oder AN/ALE-40 konnte darüber hinaus Chaff und Flares zur Täuschung feindlicher Lenkwaffen ausstoßen.

### Rettungssystem

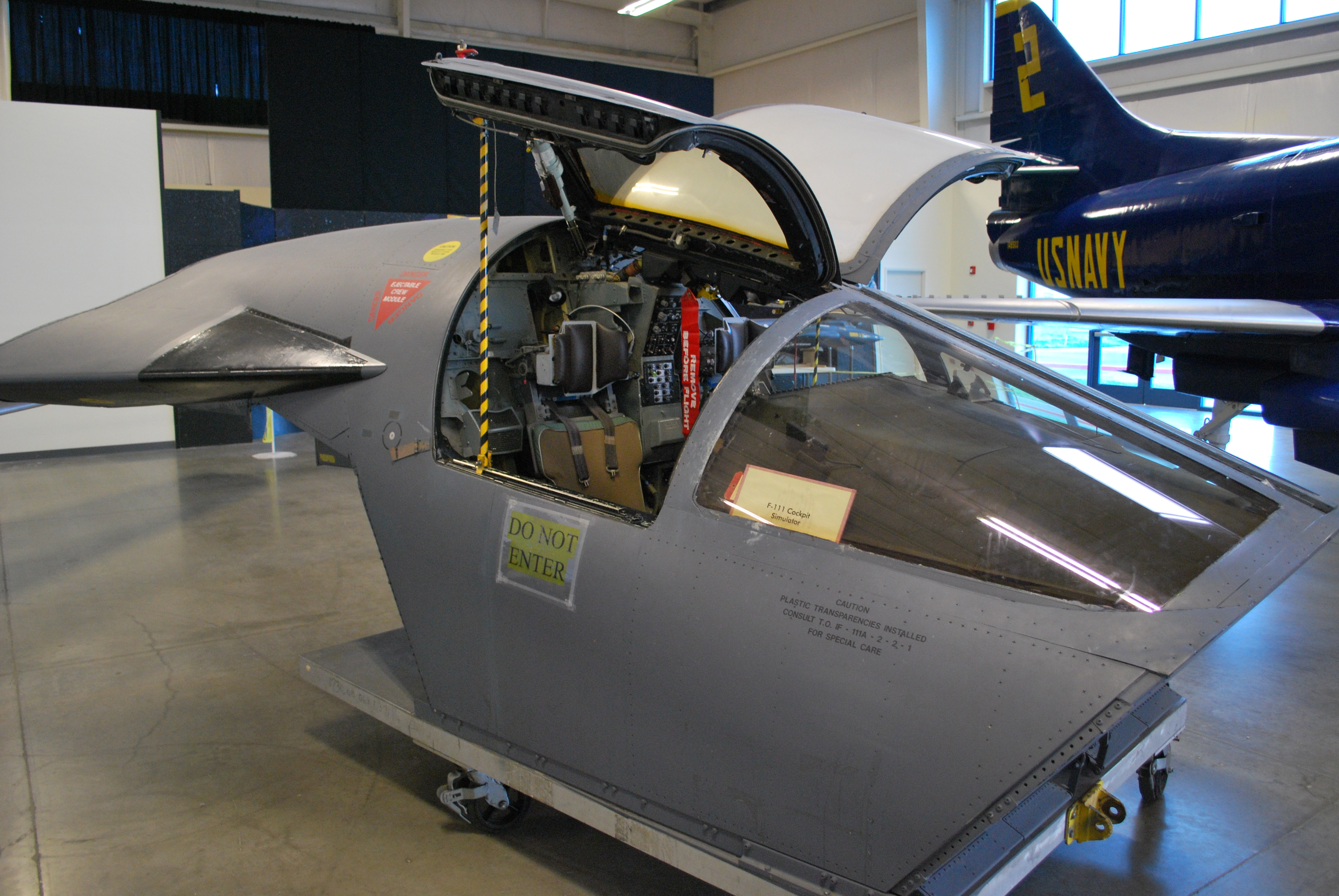
Ausgestellte Rettungskapsel einer F-111

Die Produktionsversionen der F-111 hatten keine Schleudersitze. Dafür konnte die komplette Cockpitsektion (Crew Module Escape and Survival Systems) als Rettungskapsel herausgeschossen werden. Diese Rettungskapsel konnte bei 0 m Höhe und 0 Knoten Geschwindigkeit ausgelöst werden und schwebte an einem Fallschirm von 21 Meter Durchmesser zu Boden. Der Aufprall wurde zudem durch sechs Luftkissen unter und zwei über der Kanzel gedämpft. Gleichzeitig wurde ein UHF-Notfunksender aktiviert. Bei einer Wasserlandung konnten weitere Luftkissen aktiviert werden, wodurch aus der Cockpitsektion ein Rettungsboot wurde. Da die Cockpitsektion als Druckkammer konzipiert war, hätte die Besatzung darin auch ohne Druckanzüge oder Sauerstoffmasken überleben können. Der Vorteil dieser Lösung war der bessere Komfort für die Besatzung während des Fluges im geräumigen Cockpit mit bequemeren Sitzen verglichen mit normalen Schleudersitzen. In der Rettungskapsel waren neben der Überlebensausrüstung auch Flaschen mit Sauerstoff untergebracht.

## Versionen

### F-111A

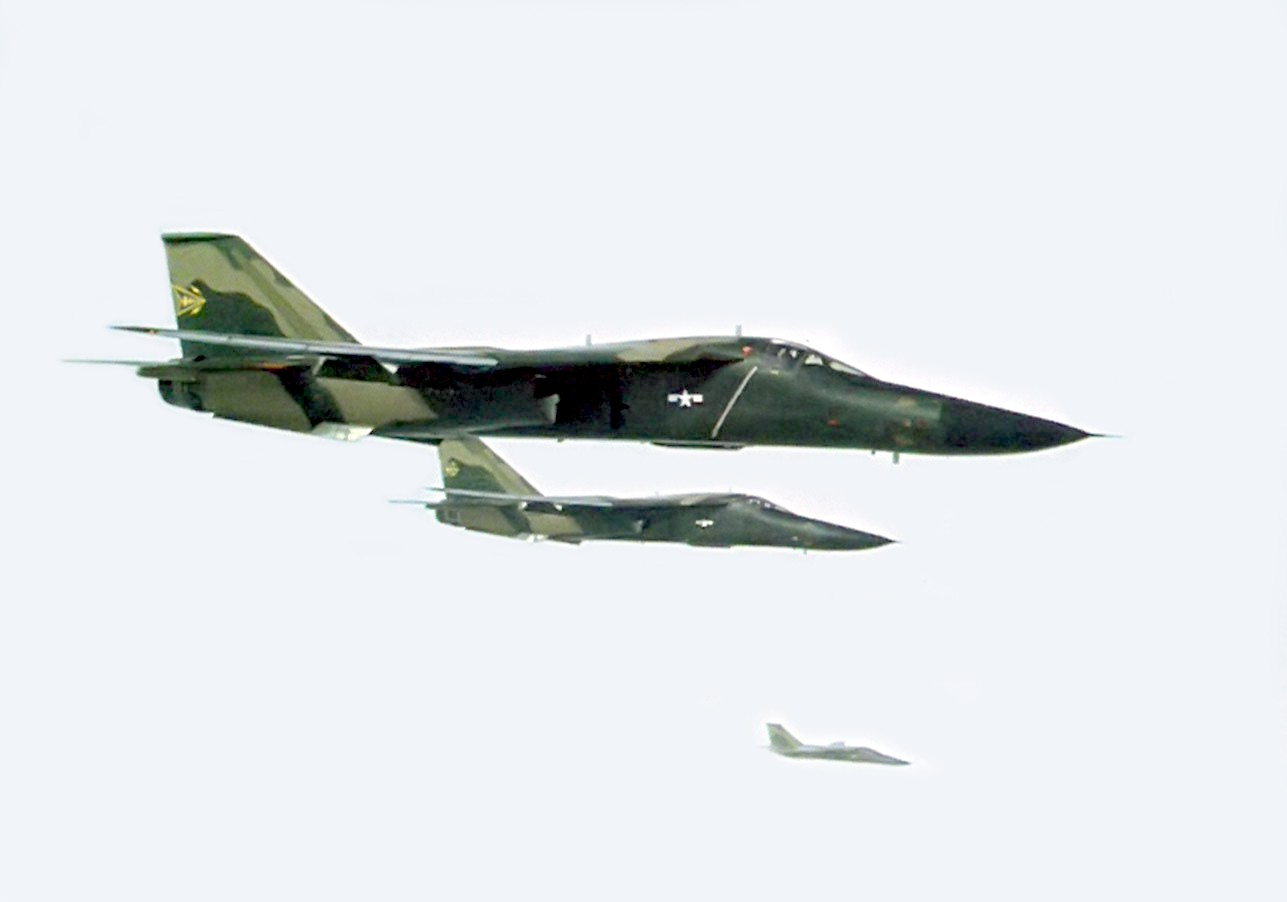
F-111A 1968 im Vietnamkrieg

Die ersten Serien-F-111 wurden am 18. Juli 1967 an die 428., 429. und 430. Tactical Fighter Squadrons der 474. Tactical Fighter Wing auf der Cannon Air Force Base in New Mexico ausgeliefert. Anfang 1968 zogen die Staffeln auf die Nellis Air Force Base um. Nach einigen Tests wurde im März 1968 eine Abordnung von sechs Flugzeugen nach Thailand entsandt, um sie unter Kampfbedingungen über Vietnam zu testen. Nach kaum mehr als einem Monat waren drei Flugzeuge verlorengegangen, und die Tests wurden gestoppt. Man stellte fest, dass alle drei durch Funktionsstörungen und nicht durch Feindeinwirkung verlorengingen. Dies löste eine Welle politischer Schuldzuweisungen aus, wobei verschiedene US-Senatoren auf Robert McNamara verwiesen, der die Beschaffung der Flugzeuge durchgesetzt hatte.
Im Hintergrund lernte man derweil langsam den Umgang mit den Flugzeugen und fand Wege, ihre Schwächen zu beheben. Dennoch dauerte es noch bis Juli 1971, bis die 474. TFW voll einsatzbereit war. Überprüfungen im Jahre 1969 hatten ergeben, dass ein Vertragsnehmer Inspektoren bestochen hatte, sodass diese unterdurchschnittliche Arbeit an strukturellen Flügel-Komponenten genehmigten. Die betroffenen, bereits fertiggestellten F-111A mussten unter hohen Kosten wieder zerlegt werden, um die Teile ersetzen zu können.
1972 kehrten die F-111 nach Vietnam zurück und nahmen an der Linebacker II-Luftoffensive gegen den Norden teil. F-111-Missionen erforderten weder eine Luftbetankung noch ECM-Unterstützung, und sie konnten unter Wetterbedingungen operieren, die die meisten anderen Flugzeuge zwangen, am Boden zu bleiben. Da eine F-111 die Bombenlast von vier McDonnell Douglas F-4 tragen konnte, zeigte sich langsam der Wert der neuen Flugzeuge. Über 4000 Kampfmissionen wurden mit den F-111A über Vietnam geflogen, wobei nur sechs Flugzeuge im Kampf verlorengingen.
1977 zogen die übrigen F-111A auf die Mountain Home Air Force Base in Idaho um. 42 Flugzeuge wurden zu EF-111A Raven umgebaut und einige nach Australien verkauft. In den frühen 1990er-Jahren begann ihre allmähliche Einmottung beim 309th Aerospace Maintenance and Regeneration Group (AMARG).

### F-111B

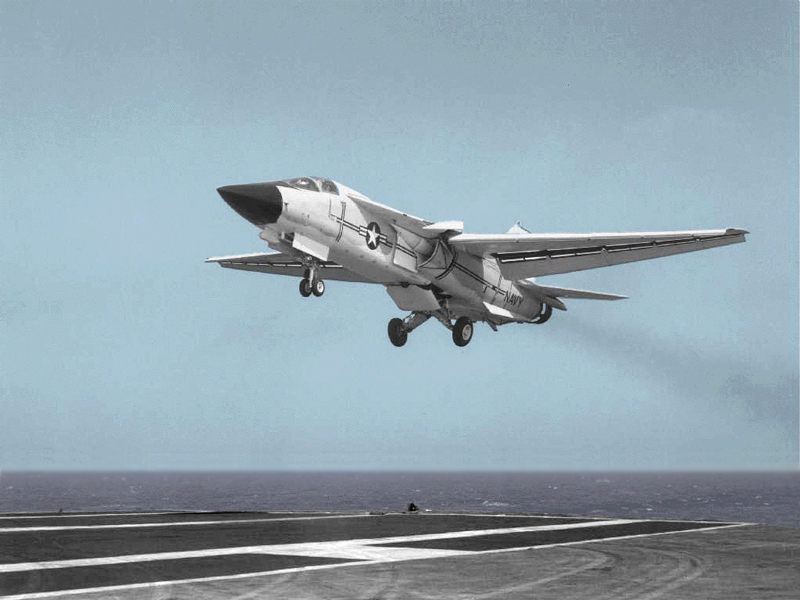
Eine F-111B 1968 im Anflug auf die Coral Sea

Die F-111B sollte die Navy-Jäger-Version der F-111 werden. Dazu wurde die Bugsektion um 2,59 m gekürzt und die Tragfläche um 1,07 m verlängert. Der Erstflug fand am 18. Mai 1965 in Calverton auf Long Island mit Ralph Donnel und Ernie von der Hayden statt. Da General Dynamics keine Erfahrung mit trägergestützten Flugzeugen hatte, tat man sich für diese Variante mit Grumman zusammen. Die F-111B war für den Trägereinsatz stark übergewichtig, untermotorisiert, und es mangelte ihr an Reichweite. Bis Oktober 1967 war die Navy überzeugt, dass das F-111B-Programm nicht zu retten war, und empfahl seinen Abbruch, der dann 1968 auch geschah.
Die Schwächen der F-111B waren so grundlegend, dass Navy-Vizeadmiral Thomas „Tomcat“ Connolly auf die Frage des Vorsitzenden des Senate Armed Forces Committee nach seiner persönlichen, nicht offiziellen Meinung über die F-111B antwortete:

“There isn't enough thrust in Christendom to fix this plane.”

„In der gesamten Christenheit gibt es nicht genug Schub, um dieses Flugzeug hinzukriegen.“

Sein Kommentar kostete ihn die Chance auf einen vierten Stern, machte ihn aber zum Namensgeber der F-14, die ihm zu Ehren Tomcat genannt wurde. Zudem passte dieser Spitzname zur Tradition der Navy, die Flugzeuge von Grumman mit felinen Namen zu belegen.
Die AIM-54-Phoenix-Rakete und das AN/AWG-9-Radar, die für die F-111B und die bereits früher zu den Akten gelegte F6D Missileer entwickelt worden waren, wurden später in der Grumman F-14 verwendet.

### F-111C

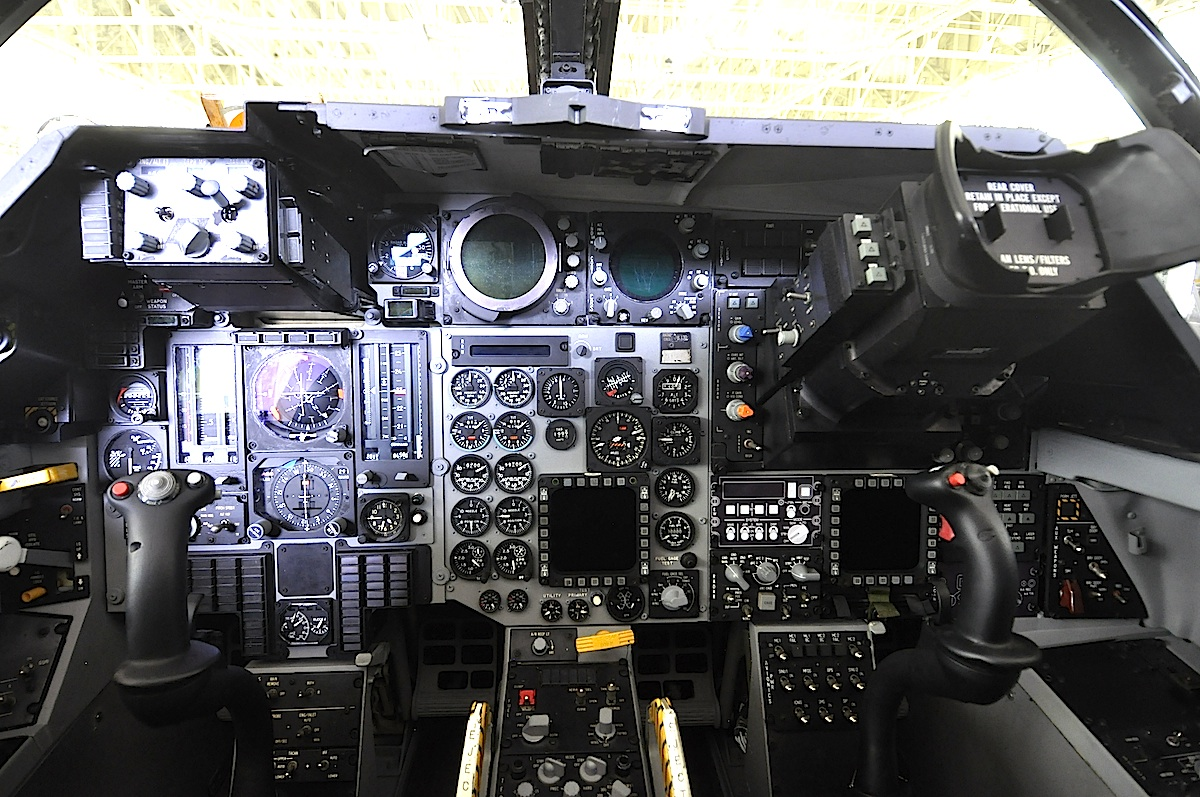
Cockpit einer General Dynamics F-111C

Export-Version für Australien (siehe Text).

### F-111D
Die F-111D war eine verbesserte F-111 mit neuerer Avionik, stärkeren Triebwerken der Ausbaustufe P-9, verbesserter Lufteinlass-Geometrie und einem frühen Glascockpit. Der verbesserte Lufteinlass („Triple Plow II“ genannt) war die wichtigste Neuerung, weil mit diesem neue Ansaugklappen installiert wurden. Diese wurden beim Start und bei geringer Fluggeschwindigkeit geöffnet, damit der Verdichter genug Luft bekam. Im Normalbetrieb waren sie geschlossen. Die neue, komplizierte Mark-II-Avionik bereitete am Anfang viele Probleme, wodurch die F-111D erst 1974 voll einsatzbereit war. Die technischen Probleme mit dem Avionik-Paket konnten während der gesamten Dienstzeit nie ganz behoben werden, weshalb die D-Variante die geringste Einsatzbereitschaft aller in Dienst gestellten F-111 Muster hatte. Alle übriggebliebenen Flugzeuge wurden bis Dezember 1992 aus dem aktiven Dienst abgezogen und beim 309th Aerospace Maintenance and Regeneration Group (AMARG) eingemottet.

### F-111E

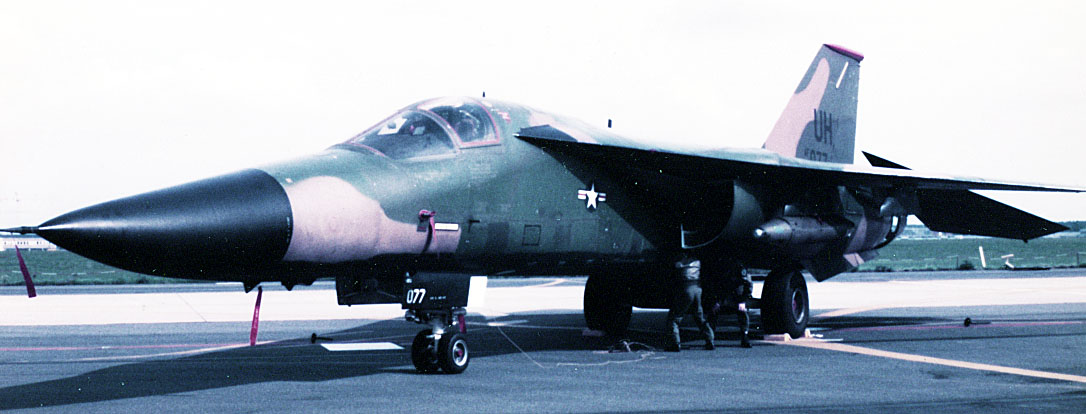
F-111E des 20. TFW aus Upper Heyford

Die F-111E war eine vereinfachte F-111D, die bestellt wurde, nachdem zunächst kein Ende der Kinderkrankheiten der F-111D abzusehen war. Sie hatte die Triebwerke und Lufteinlässe der F-111D, nicht aber ihre störanfällige Elektronik. Die F-111E wurde noch vor dem D-Modell ausgeliefert. Es wurden 94 Maschinen gebaut. Die meisten F-111E waren bis 1993 auf dem RAF-Stützpunkt Upper Heyford in England und danach auf der Cannon AFB in Neu-Mexiko stationiert. Alle F-111E wurden bis Mai 1996 außer Dienst gestellt und eingelagert.

### F-111F

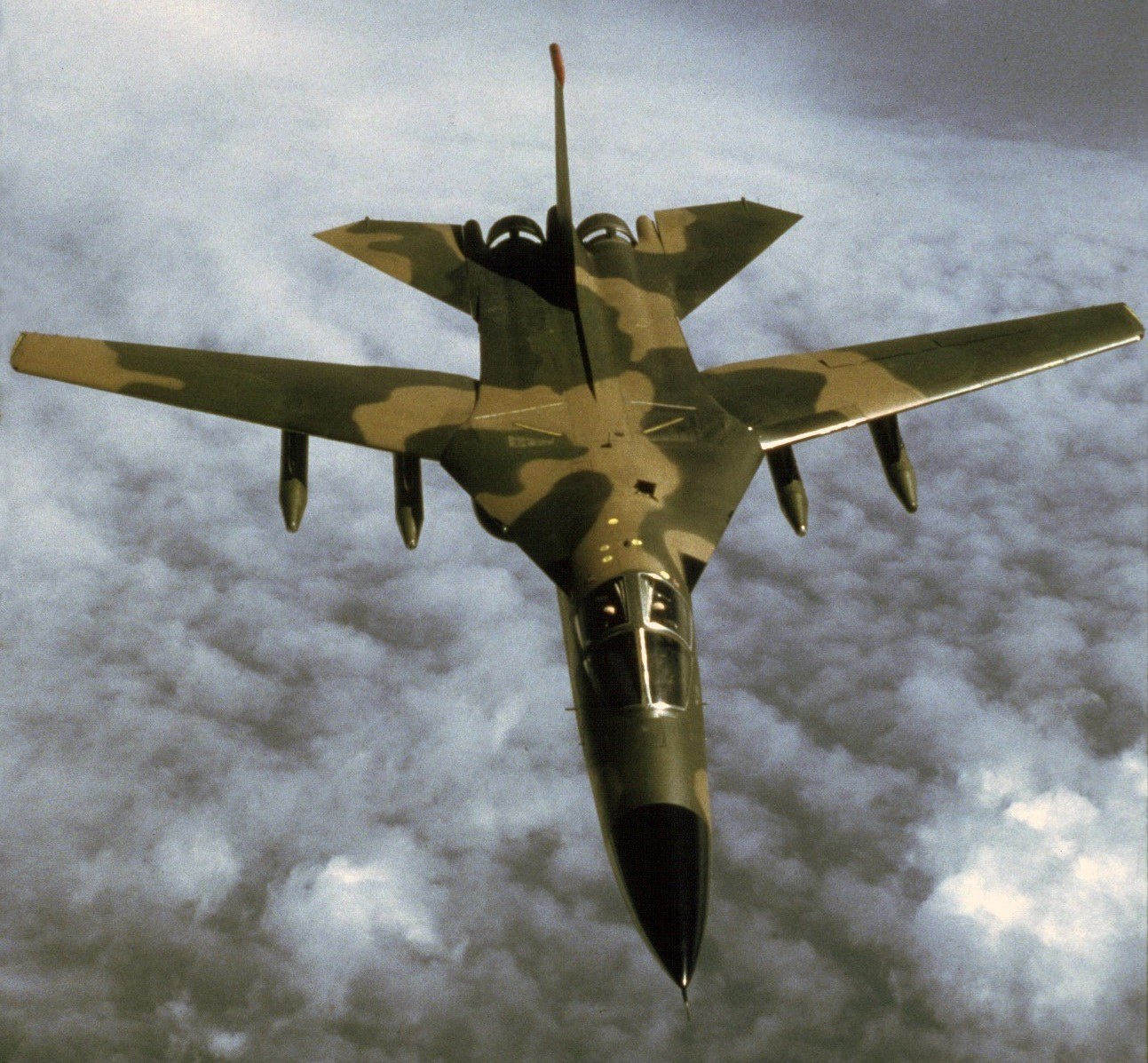
Eine F-111F der U.S. Air Force

Die F-111F war die letzte der für das Tactical Air Command produzierten F-111-Varianten. Paradoxerweise war die F-111F die erste und einzige Version, die die ursprünglichen Anforderungen des TFX-Programms tatsächlich erfüllen konnte. Die F-Variante basiert auf der Flugzeugzelle der D-Version, erhielt aber verbesserte Triebwerke der Ausbaustufe P-100. Die ersten ausgelieferten Maschinen mussten noch auf diese Ausbaustufe verzichten, wurden allerdings später mit den neuen Triebwerken nachgerüstet. Nach den technischen Problemen mit der Avionikpaket Mark II der F-111D übernahm man für die F-111F lieber die vereinfachte Avionik aus der E-Version. Diese wurde allerdings nochmals in ihrer Zuverlässigkeit gesteigert. Alle F-111F, von denen insgesamt 106 Stück gebaut worden sind, wurden zwischen 1971 und 1976 ausgeliefert. Die meisten dieser Flugzeuge waren bei der 48. TFW auf dem RAF-Stützpunkt Lakenheath in England stationiert, einige gehörten jedoch zur 57. Fighter Weapons Wing auf der Mc Clellan Air Force Base.
In diesen Flugzeugen war der interne Waffenschacht normalerweise von einem AVQ-26 Pave Tack-System mit FLIR und Laser-Zielbeleuchter belegt, mit dem die F-111F lasergelenkte Bomben in ein Ziel lenken konnte.
Die F-111F nahm 1986 an der Operation El Dorado Canyon gegen Libyen und 1991 an der Operation Desert Storm gegen den Irak teil. Alle F-111F wurden bis 1996 ausgemustert.

### FB-111

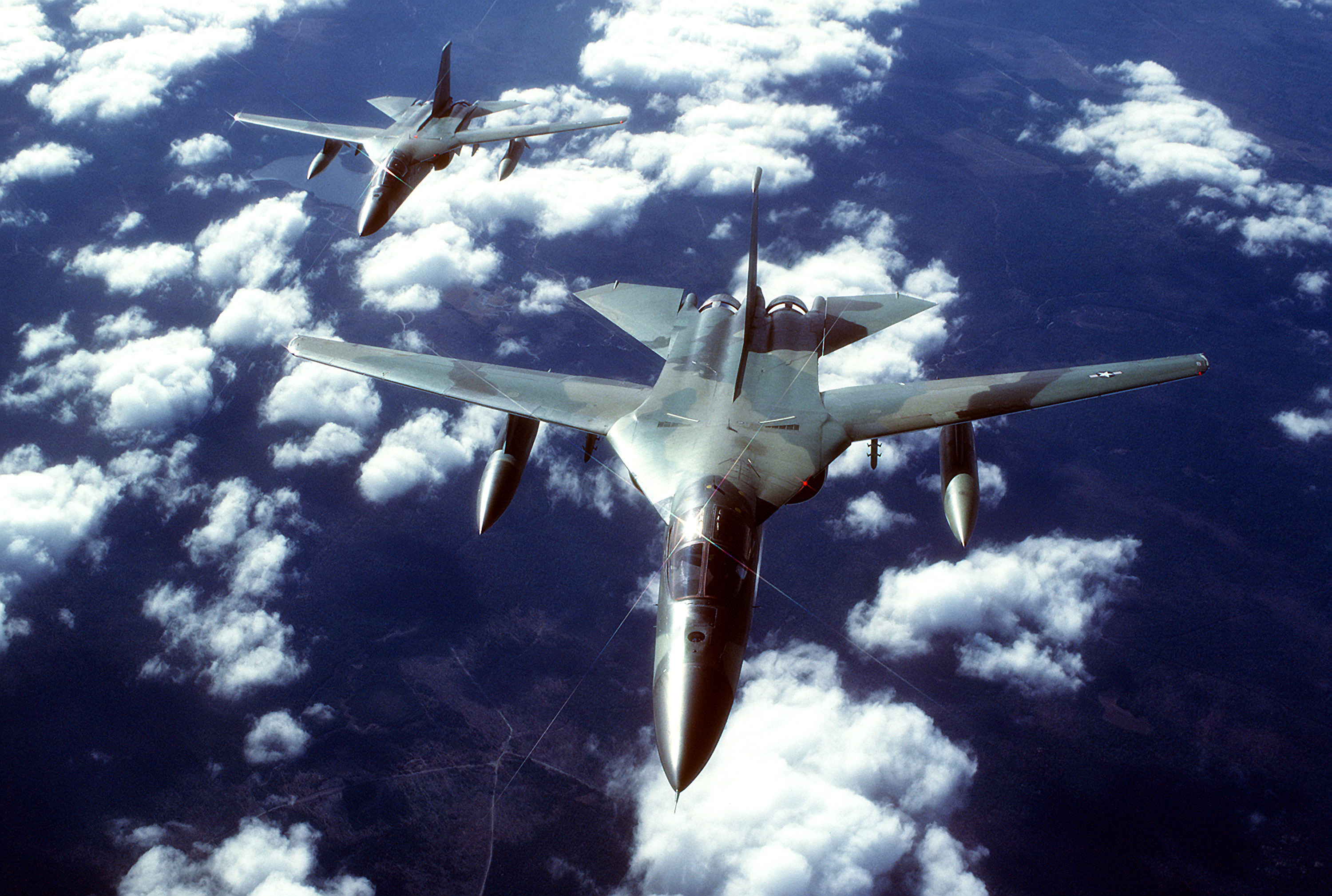
Formationsflug zweier FB-111A im Dezember 1983

Die FB-111 war eine strategische Bomber-Version der F-111, welche die Lücke zwischen der Convair B-58 sowie frühen Modellen der Boeing B-52 und dem damals noch in der Konzeption befindlichen Advanced Manned Strategic Aircraft überbrücken sollte. Die Air Force war besorgt, dass altersbedingte Ausfälle in der B-52-Flotte die strategische Bomberflotte bedenklich unter die Sollstärke schrumpfen ließen. Von den ursprünglich geplanten 263 Flugzeugen wurden nur 76 Stück gebaut; die ersten Serien-Flugzeuge wurden 1968 ausgeliefert.
Die FB-111A unterschied sich von der F-111A dadurch, dass die Flügelspannweite (und damit auch die Streckung der Tragfläche) um 2,14 m vergrößert wurde (auch bei der F-111B verwendet), um die Reichweite und die Traglast zu steigern. Dazu war auch ein verstärkter Unterbau notwendig. Die Avionik war dem Stand der Technik angepasst worden.
Die Bewaffnung für die Rolle des strategischen Bombers bestand aus der Boeing AGM-69A SRAM mit Nuklearsprengkopf, von denen zwei im internen Waffenschacht und vier weitere unter den inneren Flügelpylonen getragen werden konnten.
Auch konventionelle Bomben (24 × 340 kg) und freifallende Nuklearwaffen konnten getragen werden. 1990 wurde die AGM-69A SRAM aus dem Dienst genommen, weil Bedenken bezüglich der Integrität des nuklearen Gefechtskopfes im Falle von Feuer bestanden. Dadurch konnten nur noch unangetriebene Bomben getragen werden. 1990 zerfielen der Ostblock und der Warschauer Pakt, damit endete der Kalte Krieg.
Die FB-111 wurde nach der Einführung der Rockwell B-1 überflüssig. Einige FB-111 wurden in eine taktische Konfiguration umgebaut und in F-111G umbenannt. Die FB-111 wurden ab 1990 stillgelegt; der letzte Flug beim Strategic Air Command fand am 10. Juli 1991 statt. Einige wurden an Australien verkauft.

### EF-111A Raven

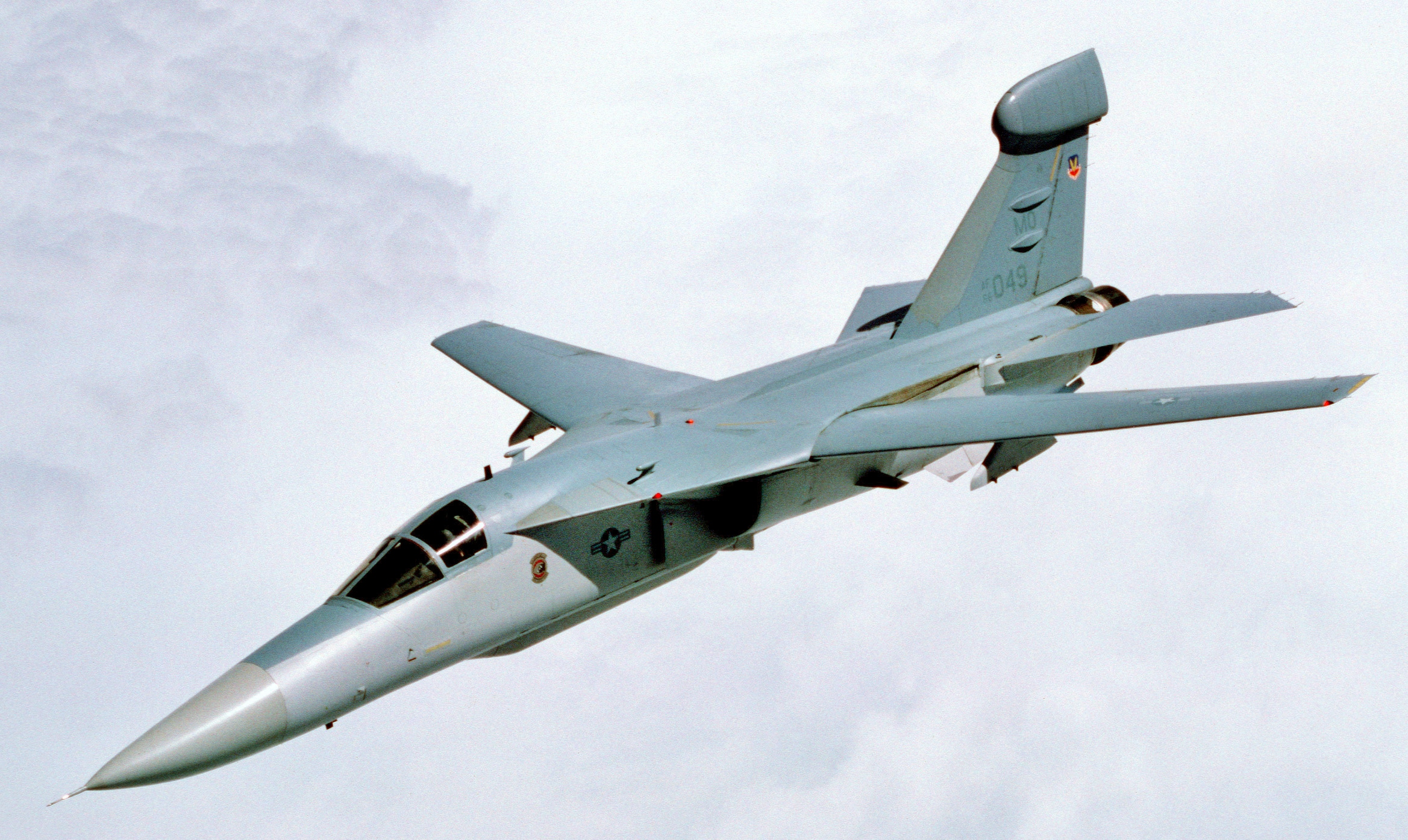
Eine EF-111A Raven 1987

Die EF-111A Raven (von den Piloten Spark Vark genannt) war eine Variante der F-111 für die Elektronische Kampfführung. Sie wurde entwickelt, um die veraltete EB-66 im USAF-Arsenal zu ersetzen. Dafür wurde das AN/ALQ-99E-Störsender-Subsystem in den Waffenschacht der F-111A installiert, die Sender fanden in einer 5 m langen Verkleidung unter dem Rumpf Platz, und die Empfänger wurden ähnlich wie bei der EA-6B in einem Behälter auf dem Seitenleitwerk montiert. Insgesamt wurden 42 Maschinen zwischen 1981 und 1985 umgebaut. Die Maschinen waren bis 1998 in Dienst und wurden insbesondere im zweiten Golfkrieg eingesetzt.

## Operation El Dorado Canyon

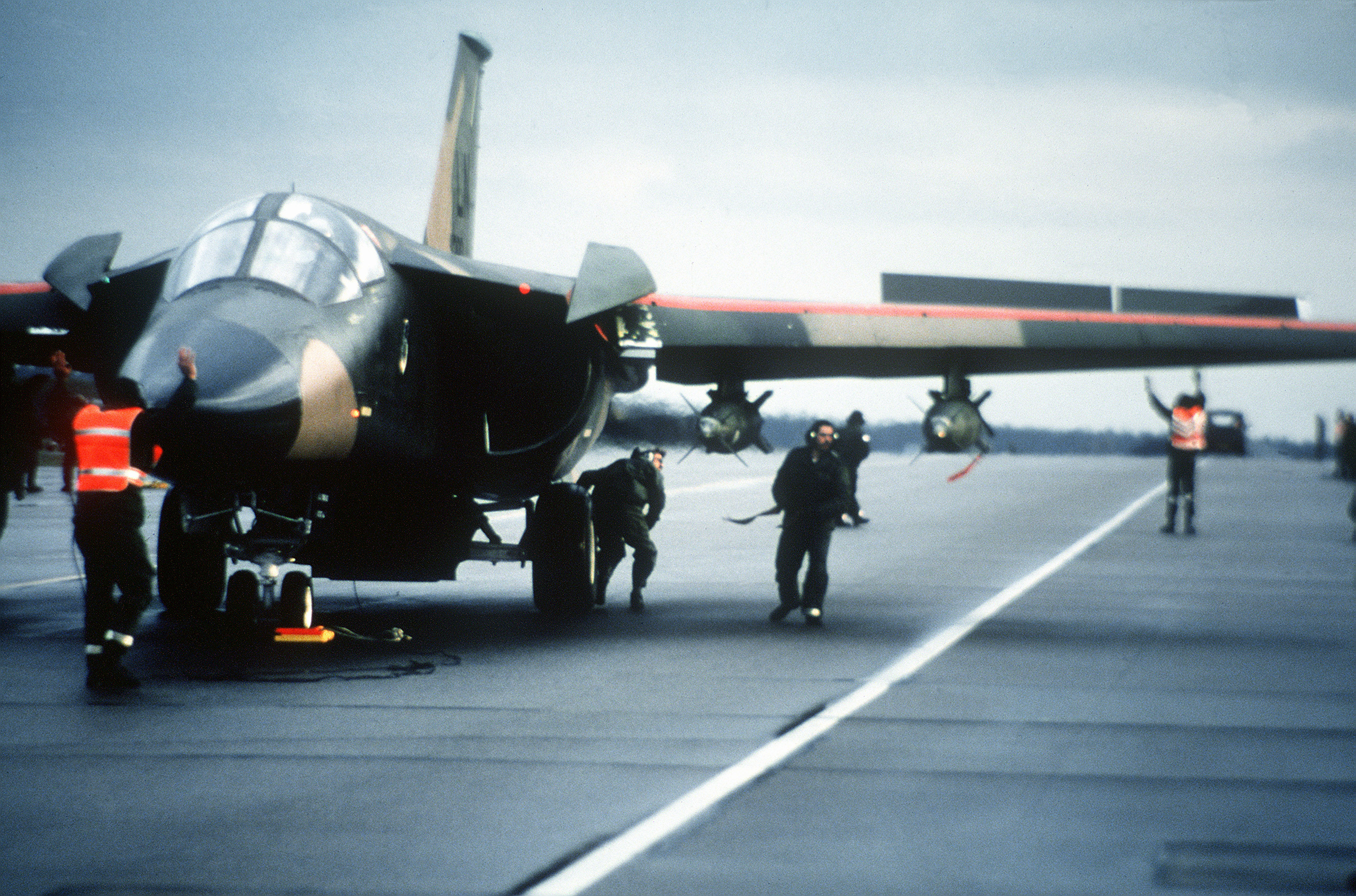
Startvorbereitungen einer F-111F des 48. TFW in Lakenheath vor dem Einsatz

Ein Kampfflugzeug der US-Luftwaffe vom Typ F-111F Aardvark (Einsatzcode: Karma 52) wurde während der Bombardierung libyscher Städte am 15. April 1986 von einer libyschen S-200-Luftabwehrrakete, nach anderen Angaben von einer Flugabwehrkanone abgeschossen. Der Pilot Major Fernando L. Ribas-Dominicci (geb. 1952 in Puerto Rico) und der Waffensystemoffizier Captain Paul F. Lorence kamen dabei um. Die Leiche des Piloten Ribas-Dominicci wurde von libyschen Sicherheitskräften aufgefunden. Die sterblichen Überreste wurden auf Vermittlung des Vatikans 1989 in die USA überführt. Ein weiteres Kampfflugzeug vom Typ F-111F Aardvark musste nach den Angriffen auf Libyen wegen technischer Probleme auf dem Luftwaffenstützpunkt Rota in Spanien landen. Die Besatzung wurde innerhalb von zwei Stunden zum britischen Stützpunkt Lakenheath ausgeflogen. Von den 18 im Einsatz befindlichen F-111F-Kampfflugzeugen warfen nur vier Maschinen ihre Bomben erfolgreich über ihren Zielen in und um Tripolis ab. Die anderen Flugzeuge brachen zur Vermeidung von Kollateralschäden ihre Angriffe ab oder verfehlten ihre Ziele.
Getroffen wurden die Azziziya-Kasernen in Tripolis. In der Nähe der Residenz von Muammar al-Gaddafi schlug eine Bombe ein und verletzte den Diktator an der Schulter sowie zwei seiner Söhne. Angeblich wurde eine 15 Monate alte Adoptiv-Tochter Gaddafis namens Hanna bei dem Angriff getötet. 36 weitere Libyer fielen den Bombardierungen nach libyschen Angaben zum Opfer, außerdem entstanden Sachschäden an den Botschaften von Österreich, der Schweiz, Finnland, Frankreich und des Iran. Weiteres Ziel der F-111 war der Flughafen von Tripolis, der mit fallverzögerten Bomben vom Typ BSU-49 und Clusterbomben vom Typ CBU Rockeye Mk 20 bekämpft wurde. Drei Frachtflugzeuge vom Typ Iljuschin Il-76 Candid wurden zerstört und drei weitere beschädigt. Ein libysches Passagierflugzeug vom Typ Boeing 727 und ein Militär-Transportflugzeug vom Typ Fiat G.222 wurden ebenfalls am Boden getroffen.

## Exporte
Australien

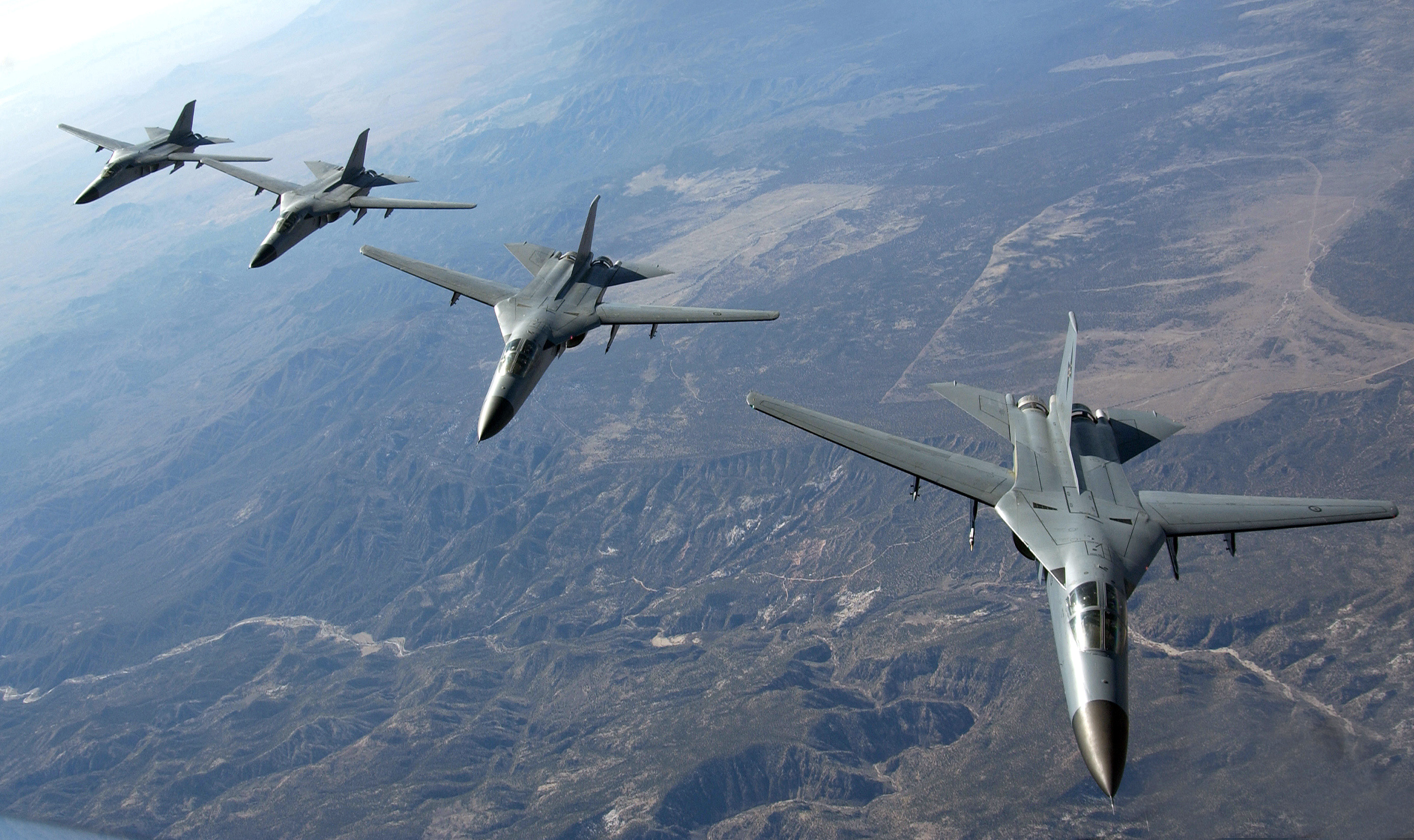
Australische F-111C 2006

1963 bestellte die australische Regierung 24 F-111, um damit ihre vorhandenen taktischen Bomber zu ersetzen. Ursprünglich sollten die Flugzeuge mit der F-111A identisch sein, sie wurden letztlich aber als F-111C geliefert und stellten einen Mittelweg zwischen F-111A und FB-111A dar. Von letzterer hatten sie die längeren Tragflächen, acht Außenlaststationen und den verstärkten Unterbau.
Obwohl das erste Flugzeug offiziell 1968 übergeben wurde, verzögerten zwischenzeitlich in der USAF-Flotte gefundene strukturelle Integritätsprobleme die Indienststellung der australischen F-111 bis 1973. Vier Flugzeuge wurden zu Aufklärungsmodellen RF-111C umgebaut, behielten aber ihre Bodenangriffs-Fähigkeit.
Einige ehemals US-amerikanische Flugzeuge wurden nach Australien gebracht, um Abgänge auszugleichen und die Flotte zu vergrößern. Vier F-111A, die auf den Stand der F-111C umgebaut worden waren, wurden 1982 geliefert, außerdem wurden 1992 15 F-111G hinzugekauft, die 1994 geliefert wurden. Weitere elf ex-USAF-Rümpfe dienten in Arizona als Ersatzteillager.
Die australische F-111-Flotte wurde mit mehreren Verbesserungen auf dem Stand der Technik gehalten, 2004 entschied die RAAF jedoch, die verbliebenen Maschinen bis 2010 durch 24 F/A-18F Super Hornets zu ersetzen. Die Maschinen waren bis zu ihrer Ausmusterung am 3. Dezember 2010 auf der RAAF Base Amberley stationiert. In ihren 37 Dienstjahren verlor die RAAF acht Exemplare durch Unfälle, bei diesen kamen fünf Besatzungen ums Leben.
 Vereinigtes Königreich
Nach dem Abbruch des Projekts BAC TSR.2 bestellte die britische Regierung 1967 50 Flugzeuge des Typs F-111K. Die Bestellung wurde allerdings knapp ein Jahr später storniert; als Grund wurden die aus dem Ruder laufenden Kosten angegeben.

## Produktion
Abnahme der F-111 durch die USAF:
| Version          | 1964 | 1965 | 1966 | 1967 | 1968 | 1969 | 1970 | 1971 | 1972 | 1973 | 1974 | 1975 | 1976 | SUMME | Preis       |
| ---------------- | ---- | ---- | ---- | ---- | ---- | ---- | ---- | ---- | ---- | ---- | ---- | ---- | ---- | ----- | ----------- |
| F-111A           | 1    | 6    | 10   | 20   | 65   | 56   |      |      |      |      |      |      |      | 158   | 8,2 Mio. $  |
| FB-111A          |      |      |      | 1    | 2    | 7    | 42   | 24   |      |      |      |      |      | 76    | 9,8 Mio. $  |
| F-111B US Navy   |      |      | 5    |      | 1    | 1    |      |      |      |      |      |      |      | 7     | 8,7 Mio. $  |
| F-111C Australia |      |      |      |      | 1    | 23   |      |      |      |      |      |      |      | 24    | 10,2 Mio. $ |
| F-111D           |      |      |      |      |      |      | 1    | 6    | 73   | 16   |      |      |      | 96    | 8,5 Mio. $  |
| F-111E           |      |      |      |      |      | 31   | 53   | 10   |      |      |      |      |      | 94    | 9,2 Mio. $  |
| F-111F           |      |      |      |      |      |      |      | 28   | 42   | 12   | 7    | 8    | 9    | 106   | 10,3 Mio. $ |
| SUMME            | 1    | 6    | 15   | 21   | 69   | 118  | 96   | 68   | 115  | 28   | 7    | 8    | 9    | 563   |             |

## Technische Daten
| Kenngröße                | Daten der F-111A                                                        | Daten der F-111F                                                        | Daten der FB-111A                                               |
| ------------------------ | ----------------------------------------------------------------------- | ----------------------------------------------------------------------- | --------------------------------------------------------------- |
| Typ                      | Jagdbomber                                                              | Jagdbomber                                                              | Strategischer Bomber                                            |
| Besatzung                | Pilot und Waffensystemoffizier                                          | Pilot und Waffensystemoffizier                                          | Pilot und Waffensystemoffizier                                  |
| Länge                    | 23,03 m                                                                 | 23,03 m                                                                 | 23,03 m                                                         |
| Spannweite               | - ausgeschwenkt: 19,20 m - eingeschwenkt: 9,75 m                        | - ausgeschwenkt: 19,20 m - eingeschwenkt: 9,75 m                        | - ausgeschwenkt: 21,34 m - eingeschwenkt: 10,36 m               |
| Höhe                     | 5,22 m                                                                  | 5,22 m                                                                  | 5,22 m                                                          |
| Flügelfläche             | 61,07 m² gespreizt, 48,77 m² geschwenkt                                 | 61,07 m² gespreizt, 48,77 m² geschwenkt                                 | k. A.                                                           |
| Flügelstreckung          | - ausgeschwenkt: 7,56 - eingeschwenkt: 1,95                             | - ausgeschwenkt: 7,56 - eingeschwenkt: 1,95                             | k. A.                                                           |
| Tragflächenbelastung     | - minimal (Leermasse): 429 kg/m² - maximal (max. Startmasse): 920 kg/m² | - minimal (Leermasse): 429 kg/m² - maximal (max. Startmasse): 920 kg/m² | k. A.                                                           |
| Leermasse                | 20.943 kg                                                               | 20.943 kg                                                               | 21.763 kg                                                       |
| max. Startmasse          | 44.883 kg                                                               | 44.883 kg                                                               | 54.091 kg                                                       |
| Tankkapazität            | - intern: 19.089 l - extern: 4 Zusatztanks zu je 2.271 l                | - intern: 19.089 l - extern: 4 Zusatztanks zu je 2.271 l                | - intern: 18.964 l - extern: 6 Zusatztanks zu je 2.271 l        |
| Höchstgeschwindigkeit    | - auf optimaler Höhe: 2.338 km/h - auf Meereshöhe: 1.470 km/h           | 2.655 km/h (auf optimaler Höhe)                                         | - auf optimaler Höhe: 2.338 km/h - auf Meereshöhe: 1.348 km/h   |
| Dienstgipfelhöhe         | 17.678 m                                                                | 17.266 m                                                                | 15.320 m                                                        |
| Steigrate                | 130 m/s                                                                 | 130 m/s                                                                 | 119 m/s                                                         |
| Einsatzradius            | 2.140 km                                                                | k. A.                                                                   | 4.023 km                                                        |
| Reichweite               | 5.093 km (mit Zusatztanks)                                              | 5.848 km (mit Zusatztanks)                                              | 7.702 km (mit Zusatztanks)                                      |
| Triebwerk                | zwei Pratt & Whitney TF30-P-3                                           | zwei Pratt & Whitney TF30-P-100                                         | zwei Pratt & Whitney TF30-P-7                                   |
| Schubkraft               | - ohne Nachbrenner: 2 × 53,4 kN - mit Nachbrenner: 2 × 82,32 kN         | - ohne Nachbrenner: 2 × 79,6 kN - mit Nachbrenner: 2 × 111,69 kN        | - ohne Nachbrenner: 2 × 55,6 kN - mit Nachbrenner: 2 × 90,56 kN |
| Schub-Gewicht-Verhältnis | - maximal (Leermasse): 0,8 - minimal (max. Startmasse): 0,37            | - maximal (Leermasse): 1,09 - minimal (max. Startmasse): 0,51           | - maximal (Leermasse): 0,85 - minimal (max. Startmasse): 0,34   |
| max. Waffenlast          | 13.608 kg                                                               | 14.288 kg                                                               | 17.010 kg                                                       |

## Bewaffnung

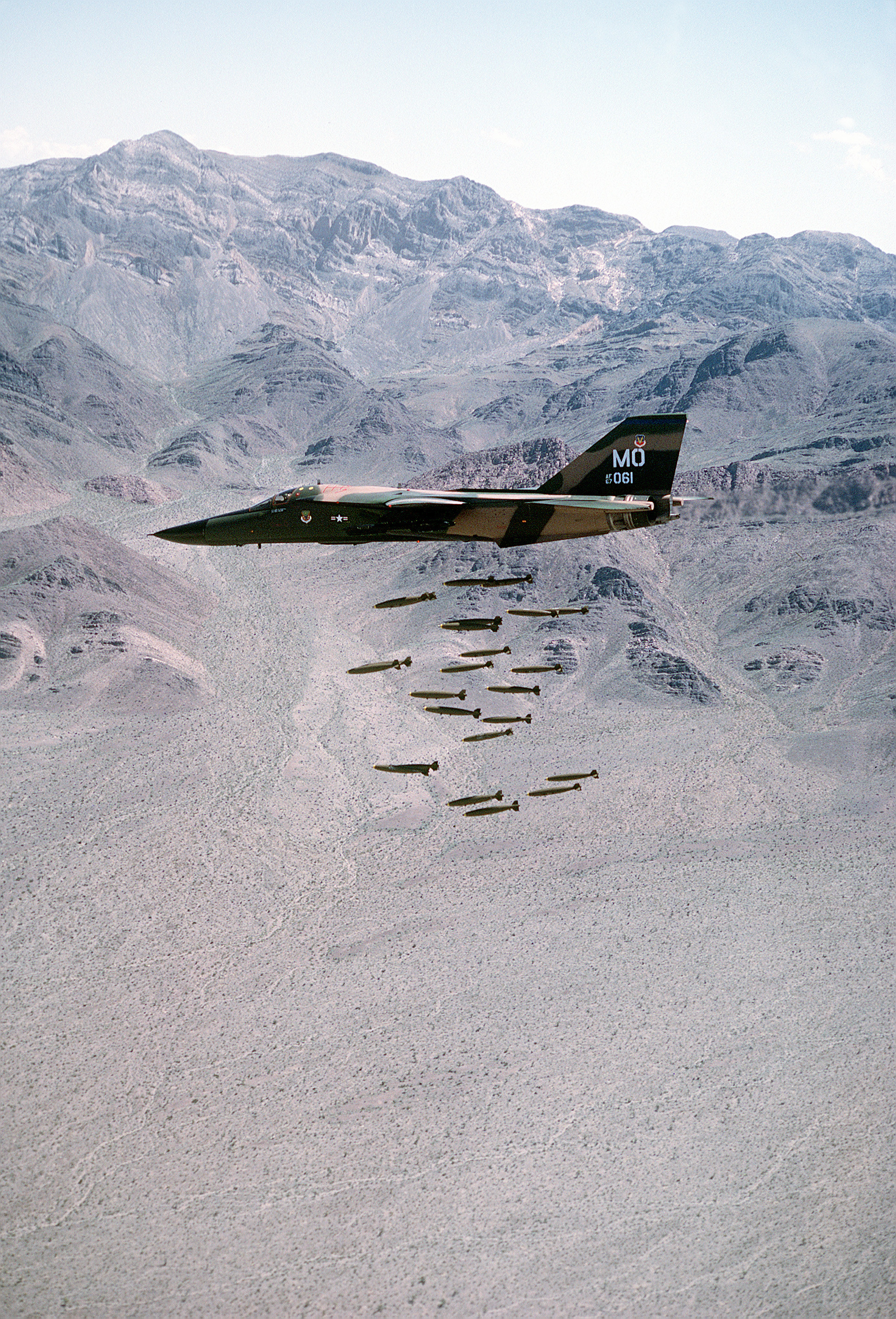
F-111A beim Abwurf von Mark-82-Freifallbomben

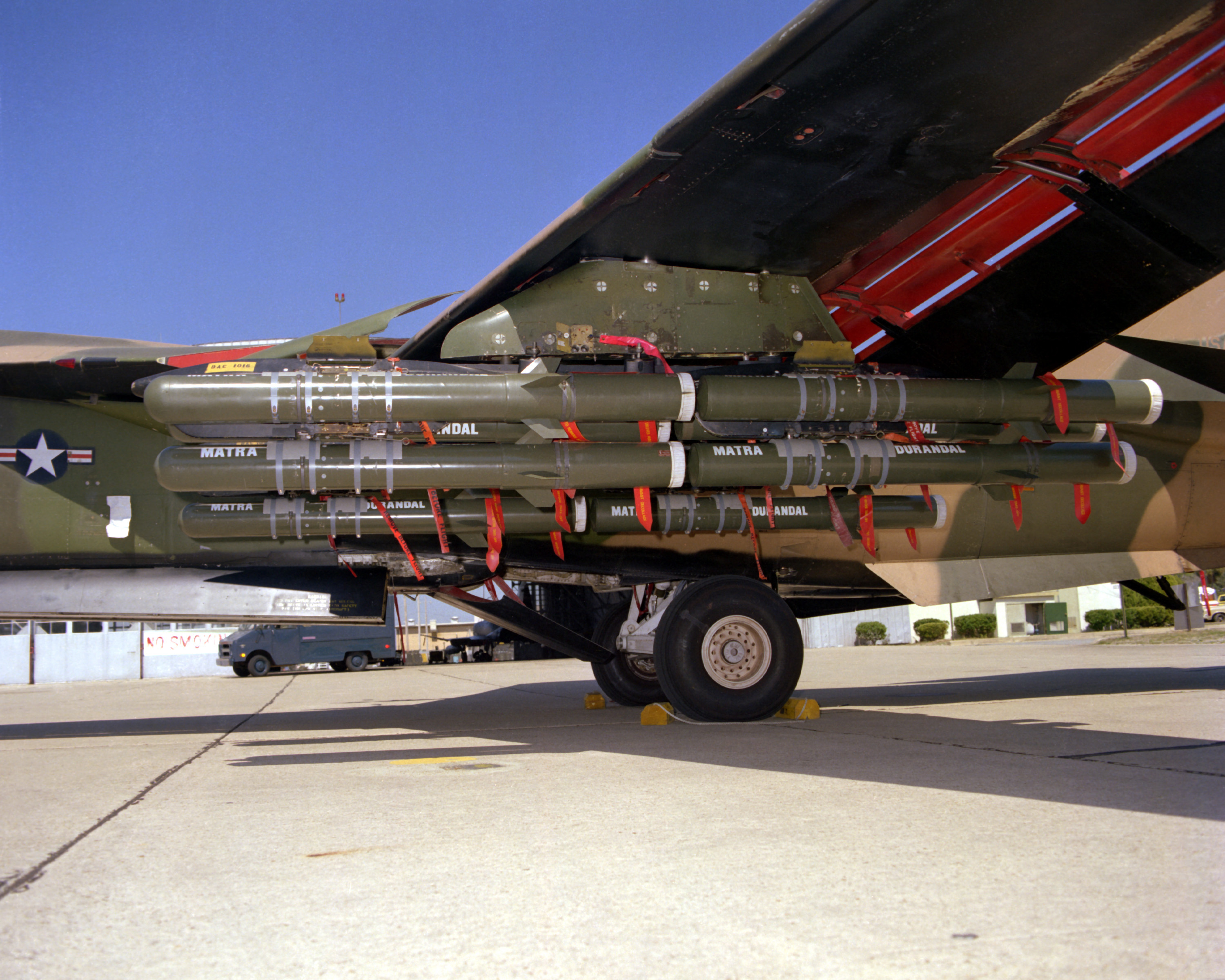
Extern montierte BLU-107 Durandal-Bomben

Eine Besonderheit der F-111 stellt die relativ große Auswahl an Bewaffnungsoptionen dar. Diese ergaben sich unter anderem infolge der hohen Dienstzeit von knapp 30 Jahren, in der die Auswahl sukzessive vergrößert wurde, aber auch in der hohen Nutzlast, die mit bis zu 14.288 kg bei der F-111F (17.010 kg bei der FB-111) sehr hoch ausfiel, wenn man als Vergleich das sowjetische Gegenstück, die Su-24 Fencer, heranzieht. Trotz der großen Auswahlmöglichkeiten stellten die Mk.82- und M117-Freifallbomben die Primärbewaffnung der F-111 dar, die in großen Mengen an den vier externen Bombenträgergestellen BRU-41 mitgeführt werden konnten.
Obwohl die F-111 nie als Jagdflugzeug in Dienst gestellt wurde, beeinflusste die abgebrochene F-111B auch die Bewaffnung der anderen Varianten. So geht der bei allen Versionen vorhandene Waffenschacht, dessen Pylone insgesamt eine Tragfähigkeit von 2268 kg aufweisen, auf die B-Variante zurück, die diesen für den Einsatz der AIM-54 Phoenix erhielt. Allerdings kam die Phoenix auf der F-111 nie zum Einsatz, der Waffenschacht wurde stattdessen primär für Zusatzbehälter und Treibstofftanks verwendet. Die Radaranlage der D-Version war auch für den Einsatz der AIM-7 Sparrow ausgelegt, allerdings wurde diese radargesteuerte Lenkwaffe nie bei einer F-111 eingebaut. Letztendlich waren zwei AIM-9 Sidewinder die einzige Luft-Luft-Raketen, die von der F-111 zur Selbstverteidigung mitgeführt werden konnten. General Dynamics erprobte auch das Mitführen der Sidewinder im internen Waffenschacht, was aber von der Air Force nicht übernommen wurde.
Ebenfalls auf die F-111B geht das M61-Vulcan-Geschütz zurück. Dieses war nicht wie bei vielen anderen Modellen fest installiert, sondern konnte optional im Waffenschacht mitgeführt werden. Da dieser dann allerdings nicht für andere Ausrüstungsmöglichkeiten zur Verfügung stand, war dies eher selten der Fall, da das M61 kein primärer Bestandteil des Einsatzspektrums war. Die australische F-111C sowie die FB-111A sind die einzigen beiden Varianten, denen die M61 Vulcan nicht zur Verfügung standen.

### Beladungsoptionen
Kampfmittel im internen Waffenschacht
- 1 × 20-mm-Gatling-Maschinenkanone M61A1 „Vulcan“ mit 2084 Schuss Munition (nur in F-111A, -B, -D, -E, -F eingebaut)

Luft-Luft-Lenkflugkörper
- 2 × Raytheon AIM-54A „Phoenix“ (radargesteuerte Luft-Luft-Lenkwaffe; für die F-111B vorgesehen, aber nie eingebaut)
- 2 × Raytheon AIM-7G „Sparrow“ (radargesteuerte Luft-Luft-Lenkwaffe; für die F-111D vorgesehen, aber nie eingebaut)
- 2 × LAU-7/A-Startschienen seitlich an Außenlaststation für je 1 × AIM-9P-3/L/M „Sidewinder“ (infrarotgesteuert, selbstzielsuchend für Kurzstrecken)

Luft-Boden-Lenkflugkörper
- 6 × Boeing AGM-69 „SRAM“ (überschallschnelle taktische Nuklear-Lenkwaffe, trägheitsnavigationsgelenkt mit nuklearem 170-kt-Sprengkopf; nur bei der FB-111A)
- 2 × Boeing AGM-84A „Harpoon“ (radargelenkter Seezielflugkörper) (nur F-111C)
- 2 × LAU-118-Startschienen für je 1 × Texas Instruments AGM-88A/B „HARM“ (selbstzielsuchender Radarbekämpfungsflugkörper)
- 2 × Rafael/Lockheed Martin AGM-142E „Popeye/Have Nap“ (Trägheitsnavigationssystem/Funkferngesteuert)
- 2 × AGM-130A (elektro-optisch gelenkter 1323-kg-Flugkörper)

Lenkbomben
- 4 × BRU-42 TER (Triple Ejection Rack) mit 2 × 2 und 2 × 3 (total 10) GBU-12 „Paveway II“ (lasergelenkte Gleitbombe 227 kg / 500 lb)
- 4 × Lockheed-Martin GBU-10E/B „Paveway II“ (lasergelenkte Gleitbombe 945 kg / 2055 lb, basierend auf einer Mk.84-Sprengbombe mit Steuerung vorn und Lenksatz hinten)
- 2 × Raytheon GBU-24A/B „Paveway III“ (lasergelenkte Gleitbombe 1100 kg / 2055 lb, basierend auf einer BLU-109-Eindringbombe oder Mk.84-Sprengbombe mit Steuerung vorn und Lenksatz hinten)
- 2 × Raytheon GBU-28/B „Paveway III“ (lasergelenkte Gleitbombe 2268 kg / 5000 lb, basierend auf einer BLU-113/B-Eindringbombe mit Steuerung vorn und Lenksatz hinten)
- 2 × GBU-15 „Hobos“ (elektro-optisch gelenkte Gleitbombe 1140 kg)

Ungelenkte Bomben (an bis zu vier Bombenträgergestellen BRU-41 MULTIPLE EJECTOR RACK (MER))
- 36 × Mk.82 General Purpose Bombe (227-kg-/500-lb-Freifallbombe)
- 26 × Mk.82 SE „SnakeEye“ (227 kg/500 lb, mit vier Luftbremsklappen)
- 26 × M117A1 (372-kg-/820-lb-Freifallbombe)
- 6 × Mk.83 LDGP (454-kg-/1000-lb-Freifallbombe)
- 6 × Mk.84 LDGP (907-kg-/2000-lb-Freifallbombe)
- 4 × M118 (1360 kg / 3000-lb-Freifallbombe)
- 20 × CBU-52/B (359-kg-/789-lb-Streubombe mit 220 BLU-61 Splitter-/Brandbomblets)
- 20 × CBU-59/B („Rockeye II“) (347-kg-/766-lb-Streubombe mit 717 BLU-77-Hohlladungs-Bomblets)
- 20 × CBU-71/B (359-kg-/789-lb-Streubombe mit 650 BLU-86 Splitter-/Brandbomblets)
- 20 × CBU-87/B (428-kg-/945-lb-Streubombe mit 202 BLU-97-Hohlladungs-Bomblets)
- 20 × CBU-89/B „Gator“ (322-kg-/710-lb-Streubombe mit 72 BLU-91 Panzerabwehrminen & 22 BLU-92 Antipersonenminen)
- 26 × CBU-100 (Mark 20 „Rockeye II“) (222-kg-/490-lb-Streubombe mit 247 Mk.118-Hohlladungs-Bomblets)
- 4 × Hunting Engineering BL755 (264-kg-Streubombe mit 147 Hohlladungs-Bomblets)
- 6 × Mark 79 (453 kg / 1000-lb-Napalmbombe)
- 8 × BLU-1/B (395 kg / 750-lb-Napalmbombe)
- 8 × BLU-27/B (395 kg / 750-lb-Napalmbombe)
- 16 × BLU-107 Durandal (raketengetriebene 219-kg-Anti-Startbahn-Bombe)
- 6 × B28EX/RE (nukleare Freifallbombe mit 1,45-MT-Sprengsatz)
- 6 × B43 (nukleare Freifallbombe mit 1-MT-Sprengsatz)
- 6 × B57 (nukleare Freifallbombe mit 20-kT-Sprengsatz)
- 6 × B61-2/5 (nukleare Freifallbombe mit 0,3–170-kT-Sprengsatz)
- 6 × B83 (nukleare Freifallbombe mit 1,2-MT-Sprengsatz)

### Selbstverteidigung
Aktive Maßnahmen
- 4 × Tracor AN/ALE-29A-Täuschkörperwerfer mit je 30 Täuschkörpern (36 mm Durchmesser bspw. RR-129 Düppel-Patronen oder MJU-8/B-Hitzefackeln) oder acht Tracor AN/ALE-40-Täuschkörperwerfer mit je 30 Täuschkörpern im Heck.
- 1 × Sanders/Varian ALQ-94-Störsender

Passive Maßnahmen im Dalmo Victor ALR-62-Warnsystem
- 6 × Loral AN/ALR-31/39/41-ESM-Gondeln mit je einem Radarwarnsensor
- 1 × AN/AAR-34-Infrarot-Raketenanflugs-Warnsensor

### Zusatzbehälter
- 1 × AN/AVQ-26 „Pave Tack“ (Zielbeleuchtungsbehälter mit FLIR für lasergelenkte Bomben im Waffenschacht)
- 1 × AN/AAD-5-IR-Scanner
- 1 × KA-56E-Tiefflug-Aufklärungskamera
- 1 × KA-93A4-Höhen-Aufklärungskamera
- 2 × KS-87C-Aufklärungskamera
- 1 × AN/AXQ-14-Datenlinkbehälter
- 6 × abwerfbarer Zusatztank für 2271-Liter Kerosin
- 1 × CNU-188/A-Gepäckcontainer
- 1 × Westinghouse AN/ALQ-131(V)-EKF-Störbehälter
- 2 × QRC 80-01(V)-4-EKF-Störbehälter

## Sonstiges
James Rosenquists Gemälde „F-111“ ist ein bedeutendes Werk der Pop Art.
Das Geräusch einer F-111 im Vorbeiflug ist eine der Tonaufnahmen auf der Voyager Golden Record.